# Chelypus lawrencei
Chelypus lawrencei är en spindeldjursart som beskrevs av Robert A.Wharton 1981. Chelypus lawrencei ingår i släktet Chelypus och familjen Hexisopodidae. Inga underarter finns listade i Catalogue of Life.